# Grand Prix-wegrace van Maleisië

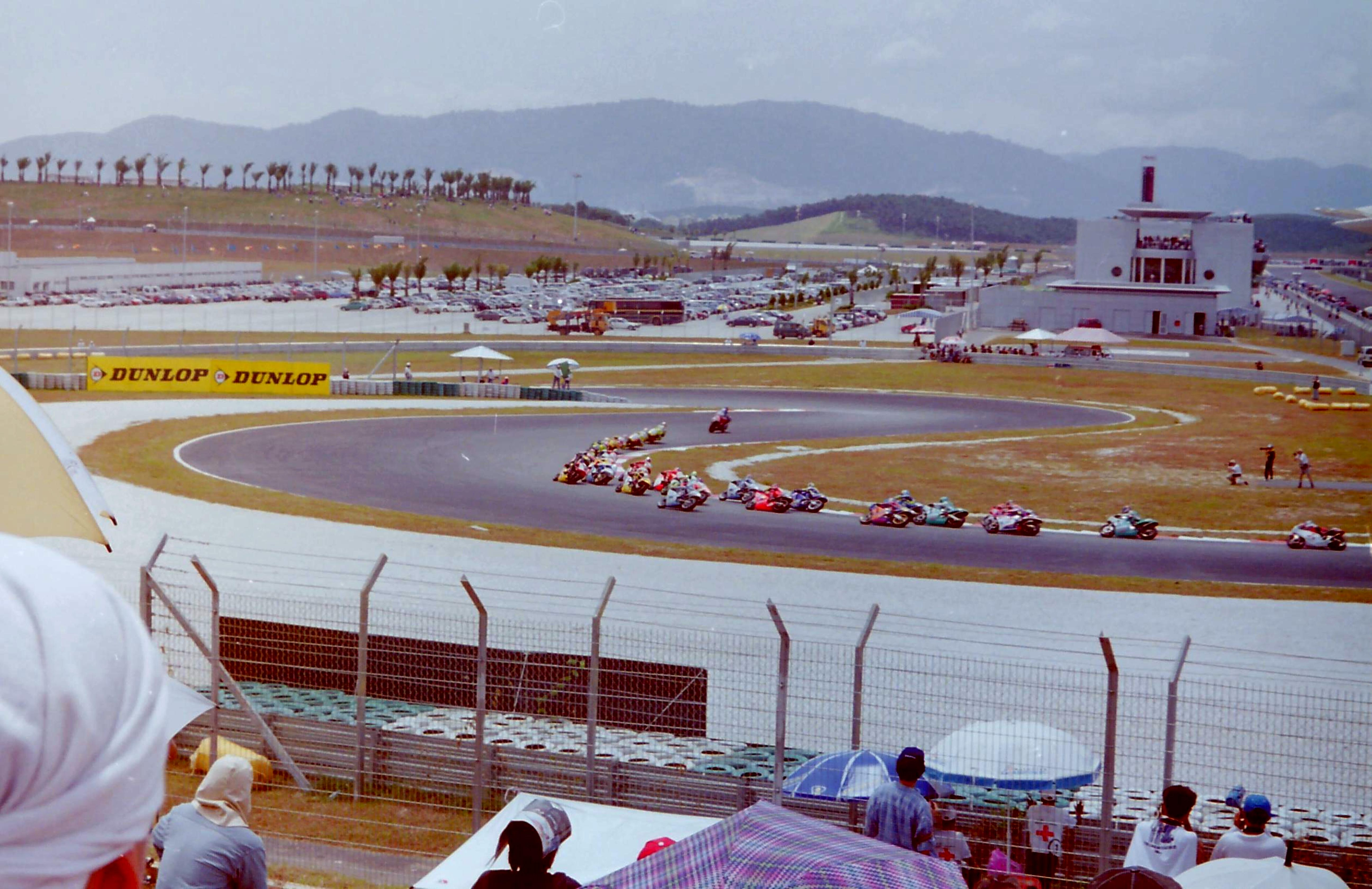
Grand Prix van 1999

De Grand Prix van Maleisië voor motorfietsen is een motorsportrace, die sinds 1991 wordt verreden en meetelt voor het wereldkampioenschap wegrace. Het evenement vindt plaats in Sepang.
Tussen 1991 en 1997 werd de race verreden op het circuit Shah Alam, waarna het in 1998 verhuisde naar het circuit Johor in Pasir Gudang. Sinds 1999 vindt het evenement plaats op het circuit Sepang nabij Kuala Lumpur International Airport.

Shah Alam Circuit
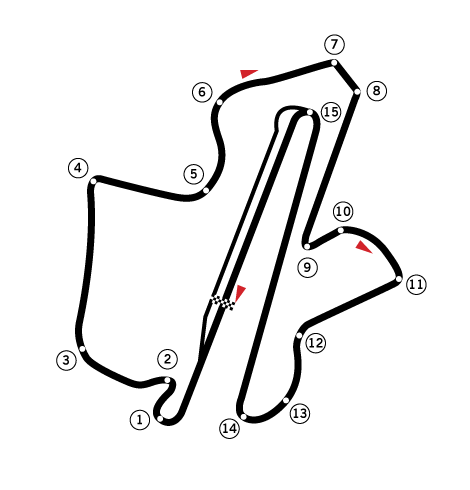
Sepang International Circuit

## Resultaten van de Grote Prijs van Maleisië
| Editie | Jaar | Circuit   | Klasse | 1e                                                                                 | 2e                                                                                 | 3e                                                                                 | Poleposition                                                                       | Snelste ronde                                                                      |
| ------ | ---- | --------- | ------ | ---------------------------------------------------------------------------------- | ---------------------------------------------------------------------------------- | ---------------------------------------------------------------------------------- | ---------------------------------------------------------------------------------- | ---------------------------------------------------------------------------------- |
| 1      | 1991 | Shah Alam | 125 cc | Loris Capirossi (Honda)                                                            | Kazuto Sakata (Honda)                                                              | Noboyuki Wakai (Honda)                                                             | Kazuto Sakata (Honda)                                                              | Noboyuki Wakai (Honda)                                                             |
| 1      | 1991 | Shah Alam | 250 cc | Luca Cadalora (Honda)                                                              | Carlos Cardús (Honda)                                                              | Helmut Bradl (Honda)                                                               | Carlos Cardús (Honda)                                                              | Luca Cadalora (Honda)                                                              |
| 1      | 1991 | Shah Alam | 500 cc | John Kocinski (Yamaha)                                                             | Wayne Gardner (Honda)                                                              | Mick Doohan (Honda)                                                                | John Kocinski (Yamaha)                                                             | John Kocinski (Yamaha)                                                             |
|        |      |           |        |                                                                                    |                                                                                    |                                                                                    |                                                                                    |                                                                                    |
| 2      | 1992 | Shah Alam | 125 cc | Alessandro Gramigni (Aprilia)                                                      | Bruno Casanova (Aprilia)                                                           | Ralf Waldmann (Honda)                                                              | Alessandro Gramigni (Aprilia)                                                      | Ralf Waldmann (Honda)                                                              |
| 2      | 1992 | Shah Alam | 250 cc | Luca Cadalora (Honda)                                                              | Alberto Puig (Aprilia)                                                             | Pierfrancesco Chili (Aprilia)                                                      | Pierfrancesco Chili (Aprilia)                                                      | Luca Cadalora (Honda)                                                              |
| 2      | 1992 | Shah Alam | 500 cc | Mick Doohan (Honda)                                                                | Wayne Rainey (Yamaha)                                                              | Àlex Crivillé (Honda)                                                              | Mick Doohan (Honda)                                                                | Wayne Rainey (Yamaha)                                                              |
|        |      |           |        |                                                                                    |                                                                                    |                                                                                    |                                                                                    |                                                                                    |
| 3      | 1993 | Shah Alam | 125 cc | Dirk Raudies (Honda)                                                               | Kazuto Sakata (Honda)                                                              | Takeshi Tsujimura (Honda)                                                          | Dirk Raudies (Honda)                                                               | Dirk Raudies (Honda)                                                               |
| 3      | 1993 | Shah Alam | 250 cc | Nobuatsu Aoki (Honda)                                                              | Tetsuya Harada (Yamaha)                                                            | Tadayuki Okada (Honda)                                                             | Loris Capirossi (Honda)                                                            | Nobuatsu Aoki (Honda)                                                              |
| 3      | 1993 | Shah Alam | 500 cc | Wayne Rainey (Yamaha)                                                              | Daryl Beattie (Honda)                                                              | Kevin Schwantz (Suzuki)                                                            | Kevin Schwantz (Suzuki)                                                            | Wayne Rainey (Yamaha)                                                              |
|        |      |           |        |                                                                                    |                                                                                    |                                                                                    |                                                                                    |                                                                                    |
| 4      | 1994 | Shah Alam | 125 cc | Noboru Ueda (Honda)                                                                | Kazuto Sakata (Aprilia)                                                            | Jorge Martínez (Yamaha)                                                            | Kazuto Sakata (Aprilia)                                                            | Kazuto Sakata (Aprilia)                                                            |
| 4      | 1994 | Shah Alam | 250 cc | Max Biaggi (Aprilia)                                                               | Tadayuki Okada (Honda)                                                             | Loris Capirossi (Honda)                                                            | Max Biaggi (Aprilia)                                                               | Max Biaggi (Aprilia)                                                               |
| 4      | 1994 | Shah Alam | 500 cc | Mick Doohan (Honda)                                                                | John Kocinski (Cagiva)                                                             | Shinichi Ito (Honda)                                                               | John Kocinski (Cagiva)                                                             | Mick Doohan (Honda)                                                                |
|        |      |           |        |                                                                                    |                                                                                    |                                                                                    |                                                                                    |                                                                                    |
| 5      | 1995 | Shah Alam | 125 cc | Garry McCoy (Honda)                                                                | Stefano Perugini (Aprilia)                                                         | Akira Saitō (Honda)                                                                | Haruchika Aoki (Honda)                                                             | Stefano Perugini (Aprilia)                                                         |
| 5      | 1995 | Shah Alam | 250 cc | Max Biaggi (Aprilia)                                                               | Tetsuya Harada (Yamaha)                                                            | Tadayuki Okada (Honda)                                                             | Max Biaggi (Aprilia)                                                               | Max Biaggi (Aprilia)                                                               |
| 5      | 1995 | Shah Alam | 500 cc | Mick Doohan (Honda)                                                                | Daryl Beattie (Suzuki)                                                             | Àlex Crivillé (Honda)                                                              | Mick Doohan (Honda)                                                                | Mick Doohan (Honda)                                                                |
|        |      |           |        |                                                                                    |                                                                                    |                                                                                    |                                                                                    |                                                                                    |
| 6      | 1996 | Shah Alam | 125 cc | Stefano Perugini (Aprilia)                                                         | Haruchika Aoki (Honda)                                                             | Peter Öttl (Aprilia)                                                               | Kazuto Sakata (Aprilia)                                                            | Emilio Alzamora (Honda)                                                            |
| 6      | 1996 | Shah Alam | 250 cc | Max Biaggi (Aprilia)                                                               | Tetsuya Harada (Yamaha)                                                            | Luis d'Antin (Honda)                                                               | Max Biaggi (Aprilia)                                                               | Max Biaggi (Aprilia)                                                               |
| 6      | 1996 | Shah Alam | 500 cc | Luca Cadalora (Honda)                                                              | Alex Barros (Honda)                                                                | Carlos Checa (Honda)                                                               | Tadayuki Okada (Honda)                                                             | Tadayuki Okada (Honda)                                                             |
|        |      |           |        |                                                                                    |                                                                                    |                                                                                    |                                                                                    |                                                                                    |
| 7      | 1997 | Shah Alam | 125 cc | Valentino Rossi (Aprilia)                                                          | Kazuto Sakata (Aprilia)                                                            | Noboru Ueda (Honda)                                                                | Valentino Rossi (Aprilia)                                                          | Valentino Rossi (Aprilia)                                                          |
| 7      | 1997 | Shah Alam | 250 cc | Max Biaggi (Honda)                                                                 | Tetsuya Harada (Aprilia)                                                           | Olivier Jacque (Honda)                                                             | Max Biaggi (Honda)                                                                 | Max Biaggi (Honda)                                                                 |
| 7      | 1997 | Shah Alam | 500 cc | Mick Doohan (Honda)                                                                | Àlex Crivillé (Honda)                                                              | Nobuatsu Aoki (Honda)                                                              | Tadayuki Okada (Honda)                                                             | Mick Doohan (Honda)                                                                |
|        |      |           |        |                                                                                    |                                                                                    |                                                                                    |                                                                                    |                                                                                    |
| 8      | 1998 | Johor     | 125 cc | Noboru Ueda (Honda)                                                                | Mirko Giansanti (Honda)                                                            | Tomomi Manako (Honda)                                                              | Noboru Ueda (Honda)                                                                | Masao Azuma (Honda)                                                                |
| 8      | 1998 | Johor     | 250 cc | Tetsuya Harada (Aprilia)                                                           | Tohru Ukawa (Honda)                                                                | Olivier Jacque (Honda)                                                             | Jürgen Fuchs (Aprilia)                                                             | Valentino Rossi (Aprilia)                                                          |
| 8      | 1998 | Johor     | 500 cc | Mick Doohan (Honda)                                                                | Carlos Checa (Honda)                                                               | Max Biaggi (Honda)                                                                 | Mick Doohan (Honda)                                                                | Mick Doohan (Honda)                                                                |
|        |      |           |        |                                                                                    |                                                                                    |                                                                                    |                                                                                    |                                                                                    |
| 9      | 1999 | Sepang    | 125 cc | Masao Azuma (Honda)                                                                | Emilio Alzamora (Honda)                                                            | Gianluigi Scalvini (Aprilia)                                                       | Arnaud Vincent (Aprilia)                                                           | Emilio Alzamora (Honda)                                                            |
| 9      | 1999 | Sepang    | 250 cc | Loris Capirossi (Honda)                                                            | Tohru Ukawa (Honda)                                                                | Shinya Nakano (Yamaha)                                                             | Valentino Rossi (Aprilia)                                                          | Loris Capirossi (Honda)                                                            |
| 9      | 1999 | Sepang    | 500 cc | Kenny Roberts jr. (Suzuki)                                                         | Carlos Checa (Yamaha)                                                              | Àlex Crivillé (Honda)                                                              | John Kocinski (Honda)                                                              | Mick Doohan (Honda)                                                                |
|        |      |           |        |                                                                                    |                                                                                    |                                                                                    |                                                                                    |                                                                                    |
| 10     | 2000 | Sepang    | 125 cc | Roberto Locatelli (Aprilia)                                                        | Youichi Ui (Derbi)                                                                 | Mirko Giansanti (Honda)                                                            | Noboru Ueda (Honda)                                                                | Mirko Giansanti (Honda)                                                            |
| 10     | 2000 | Sepang    | 250 cc | Shinya Nakano (Yamaha)                                                             | Olivier Jacque (Yamaha)                                                            | Daijiro Kato (Honda)                                                               | Tohru Ukawa (Honda)                                                                | Shinya Nakano (Yamaha)                                                             |
| 10     | 2000 | Sepang    | 500 cc | Kenny Roberts jr. (Suzuki)                                                         | Carlos Checa (Yamaha)                                                              | Garry McCoy (Yamaha)                                                               | Kenny Roberts jr. (Suzuki)                                                         | Kenny Roberts jr. (Suzuki)                                                         |
|        |      |           |        |                                                                                    |                                                                                    |                                                                                    |                                                                                    |                                                                                    |
| 11     | 2001 | Sepang    | 125 cc | Youichi Ui (Derbi)                                                                 | Manuel Poggiali (Gilera)                                                           | Lucio Cecchinello (Aprilia)                                                        | Toni Elías (Honda)                                                                 | Youichi Ui (Derbi)                                                                 |
| 11     | 2001 | Sepang    | 250 cc | Daijiro Kato (Honda)                                                               | Tetsuya Harada (Aprilia)                                                           | Fonsi Nieto (Aprilia)                                                              | Daijiro Kato (Honda)                                                               | Daijiro Kato (Honda)                                                               |
| 11     | 2001 | Sepang    | 500 cc | Valentino Rossi (Honda)                                                            | Loris Capirossi (Honda)                                                            | Garry McCoy (Yamaha)                                                               | Loris Capirossi (Honda)                                                            | Valentino Rossi (Honda)                                                            |
|        |      |           |        |                                                                                    |                                                                                    |                                                                                    |                                                                                    |                                                                                    |
| 12     | 2002 | Sepang    | 125 cc | Arnaud Vincent (Aprilia)                                                           | Lucio Cecchinello (Aprilia)                                                        | Dani Pedrosa (Honda)                                                               | Arnaud Vincent (Aprilia)                                                           | Lucio Cecchinello (Aprilia)                                                        |
| 12     | 2002 | Sepang    | 250 cc | Fonsi Nieto (Aprilia)                                                              | Toni Elías (Aprilia)                                                               | Roberto Rolfo (Honda)                                                              | Fonsi Nieto (Aprilia)                                                              | Fonsi Nieto (Aprilia)                                                              |
| 12     | 2002 | Sepang    | MotoGP | Max Biaggi (Yamaha)                                                                | Valentino Rossi (Honda)                                                            | Alex Barros (Honda)                                                                | Alex Barros (Honda)                                                                | Max Biaggi (Yamaha)                                                                |
|        |      |           |        |                                                                                    |                                                                                    |                                                                                    |                                                                                    |                                                                                    |
| 13     | 2003 | Sepang    | 125 cc | Dani Pedrosa (Honda)                                                               | Mika Kallio (KTM)                                                                  | Jorge Lorenzo (Derbi)                                                              | Jorge Lorenzo (Derbi)                                                              | Casey Stoner (Aprilia)                                                             |
| 13     | 2003 | Sepang    | 250 cc | Toni Elías (Aprilia)                                                               | Manuel Poggiali (Aprilia)                                                          | Fonsi Nieto (Aprilia)                                                              | Toni Elías (Aprilia)                                                               | Toni Elías (Aprilia)                                                               |
| 13     | 2003 | Sepang    | MotoGP | Valentino Rossi (Honda)                                                            | Sete Gibernau (Honda)                                                              | Max Biaggi (Honda)                                                                 | Valentino Rossi (Honda)                                                            | Valentino Rossi (Honda)                                                            |
|        |      |           |        |                                                                                    |                                                                                    |                                                                                    |                                                                                    |                                                                                    |
| 14     | 2004 | Sepang    | 125 cc | Casey Stoner (KTM)                                                                 | Andrea Dovizioso (Honda)                                                           | Álvaro Bautista (Aprilia)                                                          | Andrea Dovizioso (Honda)                                                           | Casey Stoner (KTM)                                                                 |
| 14     | 2004 | Sepang    | 250 cc | Dani Pedrosa (Honda)                                                               | Sebastián Porto (Aprilia)                                                          | Toni Elías (Honda)                                                                 | Sebastián Porto (Aprilia)                                                          | Dani Pedrosa (Honda)                                                               |
| 14     | 2004 | Sepang    | MotoGP | Valentino Rossi (Yamaha)                                                           | Max Biaggi (Honda)                                                                 | Alex Barros (Honda)                                                                | Valentino Rossi (Yamaha)                                                           | Valentino Rossi (Yamaha)                                                           |
|        |      |           |        |                                                                                    |                                                                                    |                                                                                    |                                                                                    |                                                                                    |
| 15     | 2005 | Sepang    | 125 cc | Thomas Lüthi (Honda)                                                               | Mika Kallio (KTM)                                                                  | Mattia Pasini (Aprilia)                                                            | Thomas Lüthi (Honda)                                                               | Gábor Talmácsi (KTM)                                                               |
| 15     | 2005 | Sepang    | 250 cc | Casey Stoner (Aprilia)                                                             | Alex de Angelis (Aprilia)                                                          | Sebastián Porto (Aprilia)                                                          | Hiroshi Aoyama (Honda)                                                             | Casey Stoner (Aprilia)                                                             |
| 15     | 2005 | Sepang    | MotoGP | Loris Capirossi (Ducati)                                                           | Valentino Rossi (Yamaha)                                                           | Carlos Checa (Ducati)                                                              | Loris Capirossi (Ducati)                                                           | Nicky Hayden (Honda)                                                               |
|        |      |           |        |                                                                                    |                                                                                    |                                                                                    |                                                                                    |                                                                                    |
| 16     | 2006 | Sepang    | 125 cc | Álvaro Bautista (Aprilia)                                                          | Mika Kallio (KTM)                                                                  | Héctor Faubel (Aprilia)                                                            | Álvaro Bautista (Aprilia)                                                          | Álvaro Bautista (Aprilia)                                                          |
| 16     | 2006 | Sepang    | 250 cc | Jorge Lorenzo (Aprilia)                                                            | Andrea Dovizioso (Honda)                                                           | Alex de Angelis (Aprilia)                                                          | Héctor Barberá (Aprilia)                                                           | Hiroshi Aoyama (KTM)                                                               |
| 16     | 2006 | Sepang    | MotoGP | Valentino Rossi (Yamaha)                                                           | Loris Capirossi (Ducati)                                                           | Dani Pedrosa (Honda)                                                               | Valentino Rossi (Yamaha)                                                           | Loris Capirossi (Ducati)                                                           |
|        |      |           |        |                                                                                    |                                                                                    |                                                                                    |                                                                                    |                                                                                    |
| 17     | 2007 | Sepang    | 125 cc | Gábor Talmácsi (Aprilia)                                                           | Tomoyoshi Koyama (KTM)                                                             | Héctor Faubel (Aprilia)                                                            | Héctor Faubel (Aprilia)                                                            | Gábor Talmácsi (Aprilia)                                                           |
| 17     | 2007 | Sepang    | 250 cc | Hiroshi Aoyama (KTM)                                                               | Héctor Barberá (Aprilia)                                                           | Jorge Lorenzo (Aprilia)                                                            | Hiroshi Aoyama (KTM)                                                               | Hiroshi Aoyama (KTM)                                                               |
| 17     | 2007 | Sepang    | MotoGP | Casey Stoner (Ducati)                                                              | Marco Melandri (Honda)                                                             | Dani Pedrosa (Honda)                                                               | Dani Pedrosa (Honda)                                                               | Casey Stoner (Ducati)                                                              |
|        |      |           |        |                                                                                    |                                                                                    |                                                                                    |                                                                                    |                                                                                    |
| 18     | 2008 | Sepang    | 125 cc | Gábor Talmácsi (Aprilia)                                                           | Bradley Smith (Aprilia)                                                            | Simone Corsi (Aprilia)                                                             | Andrea Iannone (Aprilia)                                                           | Sandro Cortese (Aprilia)                                                           |
| 18     | 2008 | Sepang    | 250 cc | Álvaro Bautista (Aprilia)                                                          | Hiroshi Aoyama (KTM)                                                               | Marco Simoncelli (Gilera)                                                          | Hiroshi Aoyama (KTM)                                                               | Álvaro Bautista (Aprilia)                                                          |
| 18     | 2008 | Sepang    | MotoGP | Valentino Rossi (Yamaha)                                                           | Dani Pedrosa (Honda)                                                               | Andrea Dovizioso (Honda)                                                           | Dani Pedrosa (Honda)                                                               | Valentino Rossi (Yamaha)                                                           |
|        |      |           |        |                                                                                    |                                                                                    |                                                                                    |                                                                                    |                                                                                    |
| 19     | 2009 | Sepang    | 125 cc | Julián Simón (Aprilia)                                                             | Bradley Smith (Aprilia)                                                            | Pol Espargaró (Derbi)                                                              | Marc Márquez (KTM)                                                                 | Bradley Smith (Aprilia)                                                            |
| 19     | 2009 | Sepang    | 250 cc | Hiroshi Aoyama (Honda)                                                             | Héctor Barberá (Aprilia)                                                           | Marco Simoncelli (Gilera)                                                          | Hiroshi Aoyama (Honda)                                                             | Hiroshi Aoyama (Honda)                                                             |
| 19     | 2009 | Sepang    | MotoGP | Casey Stoner (Ducati)                                                              | Dani Pedrosa (Honda)                                                               | Valentino Rossi (Yamaha)                                                           | Valentino Rossi (Yamaha)                                                           | Valentino Rossi (Yamaha)                                                           |
|        |      |           |        |                                                                                    |                                                                                    |                                                                                    |                                                                                    |                                                                                    |
| 20     | 2010 | Sepang    | 125 cc | Marc Márquez (Derbi)                                                               | Pol Espargaró (Derbi)                                                              | Nicolás Terol (Aprilia)                                                            | Marc Márquez (Derbi)                                                               | Marc Márquez (Derbi)                                                               |
| 20     | 2010 | Sepang    | Moto2  | Roberto Rolfo (Suter)                                                              | Alex de Angelis (Motobi)                                                           | Andrea Iannone (Speed Up)                                                          | Julián Simón (Suter)                                                               | Julián Simón (Suter)                                                               |
| 20     | 2010 | Sepang    | MotoGP | Valentino Rossi (Yamaha)                                                           | Andrea Dovizioso (Honda)                                                           | Jorge Lorenzo (Yamaha)                                                             | Jorge Lorenzo (Yamaha)                                                             | Valentino Rossi (Yamaha)                                                           |
|        |      |           |        |                                                                                    |                                                                                    |                                                                                    |                                                                                    |                                                                                    |
| 21     | 2011 | Sepang    | 125 cc | Maverick Viñales (Aprilia)                                                         | Sandro Cortese (Aprilia)                                                           | Johann Zarco (Derbi)                                                               | Nicolás Terol (Aprilia)                                                            | Nicolás Terol (Aprilia)                                                            |
| 21     | 2011 | Sepang    | Moto2  | Thomas Lüthi (Suter)                                                               | Stefan Bradl (Kalex)                                                               | Pol Espargaró (FTR)                                                                | Thomas Lüthi (Suter)                                                               | Stefan Bradl (Kalex)                                                               |
| 21     | 2011 | Sepang    | MotoGP | Gestopt na de val van Marco Simoncelli, wedstrijd uit de seizoenkalender geschrapt | Gestopt na de val van Marco Simoncelli, wedstrijd uit de seizoenkalender geschrapt | Gestopt na de val van Marco Simoncelli, wedstrijd uit de seizoenkalender geschrapt | Gestopt na de val van Marco Simoncelli, wedstrijd uit de seizoenkalender geschrapt | Gestopt na de val van Marco Simoncelli, wedstrijd uit de seizoenkalender geschrapt |
|        |      |           |        |                                                                                    |                                                                                    |                                                                                    |                                                                                    |                                                                                    |
| 22     | 2012 | Sepang    | Moto3  | Sandro Cortese (KTM)                                                               | Zulfahmi Khairuddin (KTM)                                                          | Jonas Folger (Kalex-KTM)                                                           | Zulfahmi Khairuddin (KTM)                                                          | Zulfahmi Khairuddin (KTM)                                                          |
| 22     | 2012 | Sepang    | Moto2  | Alex de Angelis (Speed Up)                                                         | Gino Rea (Suter)                                                                   | Hafizh Syahrin (FTR)                                                               | Pol Espargaró (Kalex)                                                              | Hafizh Syahrin (FTR)                                                               |
| 22     | 2012 | Sepang    | MotoGP | Dani Pedrosa (Honda)                                                               | Jorge Lorenzo (Yamaha)                                                             | Casey Stoner (Honda)                                                               | Jorge Lorenzo (Yamaha)                                                             | Dani Pedrosa (Honda)                                                               |
|        |      |           |        |                                                                                    |                                                                                    |                                                                                    |                                                                                    |                                                                                    |
| 23     | 2013 | Sepang    | Moto3  | Luis Salom (KTM)                                                                   | Álex Rins (KTM)                                                                    | Miguel Oliveira (Mahindra)                                                         | Luis Salom (KTM)                                                                   | Miguel Oliveira (Mahindra)                                                         |
| 23     | 2013 | Sepang    | Moto2  | Esteve Rabat (Kalex)                                                               | Pol Espargaró (Kalex)                                                              | Thomas Lüthi (Suter)                                                               | Esteve Rabat (Kalex)                                                               | Mika Kallio (Kalex)                                                                |
| 23     | 2013 | Sepang    | MotoGP | Dani Pedrosa (Honda)                                                               | Marc Márquez (Honda)                                                               | Jorge Lorenzo (Yamaha)                                                             | Marc Márquez (Honda)                                                               | Marc Márquez (Honda)                                                               |
|        |      |           |        |                                                                                    |                                                                                    |                                                                                    |                                                                                    |                                                                                    |
| 24     | 2014 | Sepang    | Moto3  | Efrén Vázquez (Honda)                                                              | Jack Miller (KTM)                                                                  | Álex Rins (Honda)                                                                  | Jack Miller (KTM)                                                                  | Álex Rins (Honda)                                                                  |
| 24     | 2014 | Sepang    | Moto2  | Maverick Viñales (Kalex)                                                           | Mika Kallio (Kalex)                                                                | Esteve Rabat (Kalex)                                                               | Esteve Rabat (Kalex)                                                               | Mika Kallio (Kalex)                                                                |
| 24     | 2014 | Sepang    | MotoGP | Marc Márquez (Honda)                                                               | Valentino Rossi (Yamaha)                                                           | Jorge Lorenzo (Yamaha)                                                             | Marc Márquez (Honda)                                                               | Marc Márquez (Honda)                                                               |
|        |      |           |        |                                                                                    |                                                                                    |                                                                                    |                                                                                    |                                                                                    |
| 25     | 2015 | Sepang    | Moto3  | Miguel Oliveira (KTM)                                                              | Brad Binder (KTM)                                                                  | Jorge Navarro (Honda)                                                              | Niccolò Antonelli (Honda)                                                          | Brad Binder (KTM)                                                                  |
| 25     | 2015 | Sepang    | Moto2  | Johann Zarco (Kalex)                                                               | Thomas Lüthi (Kalex)                                                               | Jonas Folger (Kalex)                                                               | Thomas Lüthi (Kalex)                                                               | Thomas Lüthi (Kalex)                                                               |
| 25     | 2015 | Sepang    | MotoGP | Dani Pedrosa (Honda)                                                               | Jorge Lorenzo (Yamaha)                                                             | Valentino Rossi (Yamaha)                                                           | Dani Pedrosa (Honda)                                                               | Jorge Lorenzo (Yamaha)                                                             |
|        |      |           |        |                                                                                    |                                                                                    |                                                                                    |                                                                                    |                                                                                    |
| 26     | 2016 | Sepang    | Moto3  | Francesco Bagnaia (Mahindra)                                                       | Jakub Kornfeil (Honda)                                                             | Bo Bendsneyder (KTM)                                                               | Brad Binder (KTM)                                                                  | Joan Mir (KTM)                                                                     |
| 26     | 2016 | Sepang    | Moto2  | Johann Zarco (Kalex)                                                               | Franco Morbidelli (Kalex)                                                          | Jonas Folger (Kalex)                                                               | Johann Zarco (Kalex)                                                               | Luca Marini (Kalex)                                                                |
| 26     | 2016 | Sepang    | MotoGP | Andrea Dovizioso (Ducati)                                                          | Valentino Rossi (Yamaha)                                                           | Jorge Lorenzo (Yamaha)                                                             | Andrea Dovizioso (Ducati)                                                          | Andrea Dovizioso (Ducati)                                                          |
|        |      |           |        |                                                                                    |                                                                                    |                                                                                    |                                                                                    |                                                                                    |
| 27     | 2017 | Sepang    | Moto3  | Joan Mir (Honda)                                                                   | Jorge Martín (Honda)                                                               | Enea Bastianini (Honda)                                                            | Joan Mir (Honda)                                                                   | Adam Norrodin (Honda)                                                              |
| 27     | 2017 | Sepang    | Moto2  | Miguel Oliveira (KTM)                                                              | Brad Binder (KTM)                                                                  | Franco Morbidelli (Kalex)                                                          | Franco Morbidelli (Kalex)                                                          | Miguel Oliveira (KTM)                                                              |
| 27     | 2017 | Sepang    | MotoGP | Andrea Dovizioso (Ducati)                                                          | Jorge Lorenzo (Ducati)                                                             | Johann Zarco (Yamaha)                                                              | Dani Pedrosa (Honda)                                                               | Andrea Dovizioso (Ducati)                                                          |
|        |      |           |        |                                                                                    |                                                                                    |                                                                                    |                                                                                    |                                                                                    |
| 28     | 2018 | Sepang    | Moto3  | Jorge Martín (Honda)                                                               | Lorenzo Dalla Porta (Honda)                                                        | Enea Bastianini (Honda)                                                            | Jorge Martín (Honda)                                                               | Jorge Martín (Honda)                                                               |
| 28     | 2018 | Sepang    | Moto2  | Luca Marini (Kalex)                                                                | Miguel Oliveira (KTM)                                                              | Francesco Bagnaia (Kalex)                                                          | Álex Márquez (Kalex)                                                               | Luca Marini (Kalex)                                                                |
| 28     | 2018 | Sepang    | MotoGP | Marc Márquez (Honda)                                                               | Álex Rins (Suzuki)                                                                 | Johann Zarco (Yamaha)                                                              | Johann Zarco (Yamaha)                                                              | Álex Rins (Suzuki)                                                                 |
|        |      |           |        |                                                                                    |                                                                                    |                                                                                    |                                                                                    |                                                                                    |
| 29     | 2019 | Sepang    | Moto3  | Lorenzo Dalla Porta (Honda)                                                        | Sergio García (Honda)                                                              | Jaume Masiá (KTM)                                                                  | Marcos Ramírez (Honda)                                                             | Marcos Ramírez (Honda)                                                             |
| 29     | 2019 | Sepang    | Moto2  | Brad Binder (KTM)                                                                  | Álex Márquez (Kalex)                                                               | Thomas Lüthi (Kalex)                                                               | Álex Márquez (Kalex)                                                               | Álex Márquez (Kalex)                                                               |
| 29     | 2019 | Sepang    | MotoGP | Maverick Viñales (Yamaha)                                                          | Marc Márquez (Honda)                                                               | Andrea Dovizioso (Ducati)                                                          | Fabio Quartararo (Yamaha)                                                          | Valentino Rossi (Yamaha)                                                           |
|        |      |           |        |                                                                                    |                                                                                    |                                                                                    |                                                                                    |                                                                                    |
| 30     | 2022 | Sepang    | Moto3  | John McPhee (Husqvarna)                                                            | Ayumu Sasaki (Husqvarna)                                                           | Sergio García (GasGas)                                                             | Dennis Foggia (Honda)                                                              | Ayumu Sasaki (Husqvarna)                                                           |
| 30     | 2022 | Sepang    | Moto2  | Tony Arbolino (Kalex)                                                              | Alonso López (Boscoscuro)                                                          | Jake Dixon (Kalex)                                                                 | Ai Ogura (Kalex)                                                                   | Tony Arbolino (Kalex)                                                              |
| 30     | 2022 | Sepang    | MotoGP | Francesco Bagnaia (Ducati)                                                         | Enea Bastianini (Ducati)                                                           | Fabio Quartararo (Yamaha)                                                          | Jorge Martín (Ducati)                                                              | Jorge Martín (Ducati)                                                              |
|        |      |           |        |                                                                                    |                                                                                    |                                                                                    |                                                                                    |                                                                                    |
| 31     | 2023 | Sepang    | Moto3  | Collin Veijer (Husqvarna)                                                          | Ayumu Sasaki (Husqvarna)                                                           | Jaume Masiá (Honda)                                                                | Jaume Masiá (Honda)                                                                | Ayumu Sasaki (Husqvarna)                                                           |
| 31     | 2023 | Sepang    | Moto2  | Fermín Aldeguer (Boscoscuro)                                                       | Pedro Acosta (Kalex)                                                               | Marcos Ramírez (Kalex)                                                             | Fermín Aldeguer (Boscoscuro)                                                       | Fermín Aldeguer (Boscoscuro)                                                       |
| 31     | 2023 | Sepang    | MotoGP | Enea Bastianini (Ducati)                                                           | Álex Márquez (Ducati)                                                              | Francesco Bagnaia (Ducati)                                                         | Francesco Bagnaia (Ducati)                                                         | Álex Márquez (Ducati)                                                              |
|        |      |           |        |                                                                                    |                                                                                    |                                                                                    |                                                                                    |                                                                                    |
| 32     | 2024 | Sepang    | Moto3  | David Alonso (CFMoto)                                                              | Taiyo Furusato (Honda)                                                             | José Antonio Rueda (KTM)                                                           | Adrián Fernández (Honda)                                                           | David Alonso (CFMoto)                                                              |
| 32     | 2024 | Sepang    | Moto2  | Celestino Vietti (Kalex)                                                           | Jorge Navarro (Kalex)                                                              | Izan Guevara (Kalex)                                                               | Jorge Navarro (Kalex)                                                              | Celestino Vietti (Kalex)                                                           |
| 32     | 2024 | Sepang    | MotoGP | Francesco Bagnaia (Ducati)                                                         | Jorge Martín (Ducati)                                                              | Enea Bastianini (Ducati)                                                           | Francesco Bagnaia (Ducati)                                                         | Francesco Bagnaia (Ducati)                                                         |

## Voetnoten
1991 · 1992 · 1993 · 1994 · 1995 · 1996 · 1997 · 1998 · 1999 · 2000 · 2001 · 2002 · 2003 · 2004 · 2005 · 2006 · 2007 · 2008 · 2009 · 2010 · 2011 · 2012 · 2013 · 2014 · 2015 · 2016 · 2017 · 2018 · 2019 · 2022 · 2023 · 2024 · 2025